# حادث هوروم الجوي
حادث هوروم الجوي هو حادث جوي لطائرة دوغلاس سي-47 سكاي ترين من شركة أيرو هولاند، وقع في 20 نوفمبر 1949 قرب بلدة هوروم في النرويج. كانت الطائرة قد أقلعت صباح اليوم المذكور من مطار تونس قبل أن تتوقف في مطار بروكسل، وكانت فاتجاه مطار أوسلو، فورنبو حيث تحطمت قبل أن تصله بقليل.

من بين 30 راكبا، 28 هم أطفال من يهود تونس كانوا في طريقهم إلى معسكر نقاهة شيدته الحكومة النرويجية في هولمسترند لاستقبال الأطفال والشباب اليهود ضحايا الحرب العالمية الثانية، إلى جانب شباب من شمال أفريقيا استقبلوا في إطار العمل مع شباب عليا (Aliyat Hano'ar)، حيث يشكل هذا المكان مرحلة قبل القيام بما يسمى عليا نحو إسرائيل. بعد هذا الحادث، أصبحت الجالية اليهودية التونسية تطلق على هؤلاء اسم «أطفال أوسلو».

## الحادث

الطفل إسحاق علال هو الناجي الوحيد من الحادث.

أقلعت الطائرة صباح يوم 20 نوفمبر 1949 من مطار تونس، وتحطمت في غابة قرب بلدة هوروم النرويجية على الساعة الرابعة مساءً و56 دقيقة، حيث كان طاقم الطائرة يحاول النزول تحضيرا للهبوط في مطار مطار أوسلو، فورنبو، ولكن الجو كان ضبابيا بشدة ولم يكن مع الطاقم خارطة تبين بوضوح تضاريس المنطقة. أسفر الحادث عن وفاة 34 من جملة 35 شخصا كانوا على متن الطائرة: 27 طفلا، طاقم الطائرة المكون من 4 هولنديين، 3 مرافقات (ممرضتين ودليل من شباب عليا). فقط طفل واحد عمره 11 سنة نجا وبقي على قيد الحياة وهو إسحاق علال (Yitzhak Allal)، وجد بعد يومين من البحث المكثف من قبل مدنيين وشرطة وجيش والصليب الأحمر. صعب غياب قائمة ركاب عملية تحديد جثث الضحايا. أعيدت رفات الأطفال إلى تونس في 30 نوفمبر، أين شارك في دفنهم يوم 1 ديسمبر عشرات الآلاف من بينهم عدة مسؤولين حكوميين فرنسيين وتونسيين، في مدن نابل وسوسة والمكنين وتونس العاصمة. بعد ذلك، هاجر حوالي 80 من آباء الأطفال للسكن في خيم قرب موشاف حي يانوف في إسرائيل، والتحق بهم إسحاق علال وعائلته بعد أن قضى فترة في المستشفى.

يعتبر الحادث الثاني دموية في تاريخ النقل الجوي في النرويج، بعد حادث كفتبيورن الجوي الذي خلف 35 قتيلا في 1947.

## ردود الفعل والذكرى

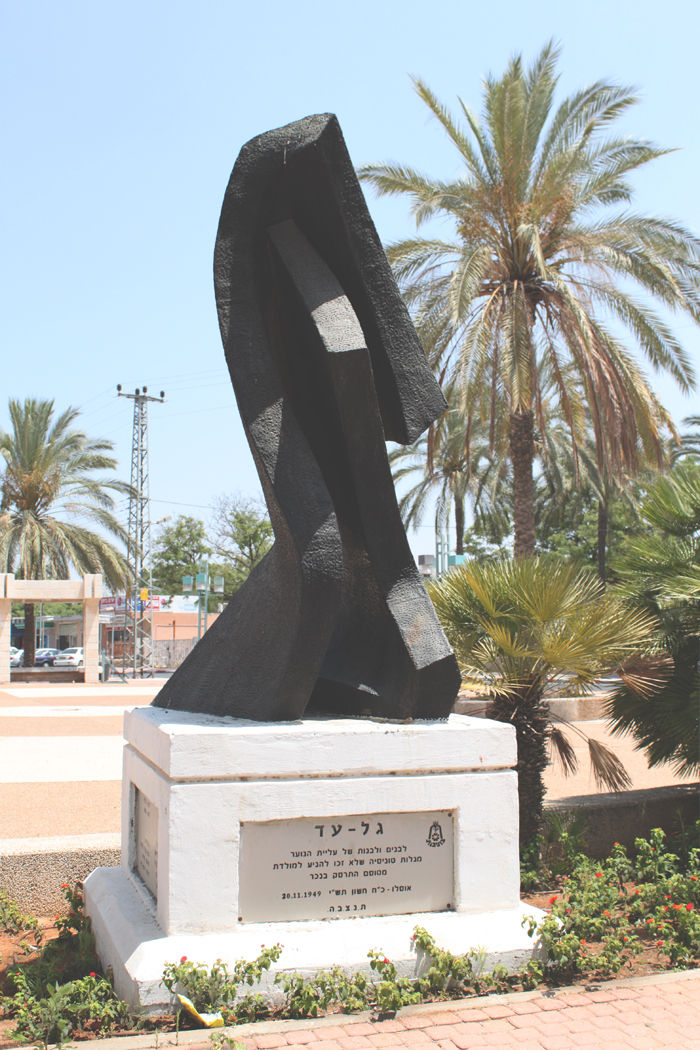
نصب نتيفوت التذكاري لأطفال الحادث (إسرائيل).

أدى هذا الحادث إلى تعاطف واسع لدى العامة، الأمر الذي دفع زعيم حزب العمال النرويجي هاكون لي إلى إطلاق عملية تبرع لمساعدة المهاجرين من عائلات الأطفال الضحايا، وكانت النتيجة أن تم التبرع ب50 منزلا خشبيا لهم، حيث شكلوا نواة الموشاف الحالي.

اشتهر إسحاق علال بعد ذلك عالميا كونه الناجي الوحيد من الحادث، ونشرت حول قصته عدة مقالات في صحف أوروبية وأمريكية، ووصلت المئات من الرسائل والبرقيات إلى غرفته في المستشفى من جميع أنحاء العالم. أهدى له هوكون السابع ملك النرويج دراجةً هوائية وتلقى العديد من الألعاب من الأطفال النرويجيين. بعد عائلات الأطفال الضحايا، هاجر علال بدوره إلى إسرائيل على متن سفينة في أبريل 1950، وكان فاستقباله الجنرال الإسرائيلي يعقوب دوري. استقر في يانوف كبقية عائلات الأطفال الضحايا، وعمل راعيا في بستان في يانوف، قبل أن ينضم للعمل في مصلحة السجون الإسرائيلية لمدة 18 سنة. أصيب بمرض السرطان وتوفي في 1987.

تم نصب أربعة نصب تذكارية للضحايا: الأول يوجد في مكان الحادث وهو مغلق رمزيا ومزين بنجوم داود، أما الثاني يوجد في يانوف، وتحديدا في حديقة عائلة الناجي الوحيد إسحاق علال، والثالث يوجد في مدينة نتيفوت، بينما الأخير يوجد في مقبرة بورجل في تونس العاصمة.

## مقالات ذات صلة
- قائمة الناجين الوحيدين من أحداث أو حوادث الطيران